# Gran Premio de Cataluña de Motociclismo de 2010
El Gran Premio de Cataluña de Motociclismo de 2010 fue la séptima prueba del Campeonato del Mundo de Motociclismo de 2010. Tuvo lugar en el fin de semana del 2 al 4 de julio de 2010 en el Circuito de Barcelona-Cataluña, situado en Barcelona, España. La carrera de MotoGP fue ganada por Jorge Lorenzo, seguido de Dani Pedrosa y Casey Stoner. Yuki Takahashi ganó la prueba de Moto2, por delante de Thomas Lüthi y Julián Simón. La carrera de 125cc fue ganada por Marc Márquez, Bradley Smith fue segundo y Pol Espargaró tercero.

## Resultados

### Resultados MotoGP
| Pos.            | N.º | Piloto           | Constructor | Vueltas | Tiempo    | Parrilla | Pts. |
| --------------- | --- | ---------------- | ----------- | ------- | --------- | -------- | ---- |
| 1               | 99  | Jorge Lorenzo    | Yamaha      | 25      | 43:22.805 | 1        | 25   |
| 2               | 26  | Dani Pedrosa     | Honda       | 25      | +4.754    | 4        | 20   |
| 3               | 27  | Casey Stoner     | Ducati      | 25      | +4.956    | 2        | 16   |
| 4               | 14  | Randy de Puniet  | Honda       | 25      | +18.057   | 3        | 13   |
| 5               | 19  | Álvaro Bautista  | Suzuki      | 25      | +21.361   | 9        | 11   |
| 6               | 11  | Ben Spies        | Yamaha      | 25      | +21.503   | 5        | 10   |
| 7               | 65  | Loris Capirossi  | Suzuki      | 25      | +24.181   | 7        | 9    |
| 8               | 69  | Nicky Hayden     | Ducati      | 25      | +27.941   | 11       | 8    |
| 9               | 33  | Marco Melandri   | Honda       | 25      | +28.046   | 14       | 7    |
| 10              | 40  | Héctor Barberá   | Ducati      | 25      | +32.439   | 13       | 6    |
| 11              | 5   | Colin Edwards    | Yamaha      | 25      | +38.406   | 10       | 5    |
| 12              | 36  | Mika Kallio      | Ducati      | 25      | +58.257   | 15       | 4    |
| 13              | 64  | Kousuke Akiyoshi | Honda       | 25      | +1:09.348 | 16       | 3    |
| 14              | 4   | Andrea Dovizioso | Honda       | 25      | +1:32.402 | 6        | 2    |
| 15              | 8   | Wataru Yoshikawa | Yamaha      | 25      | +1:35.237 | 17       | 1    |
| Ret             | 58  | Marco Simoncelli | Honda       | 13      | Caída     | 8        |      |
| Ret             | 41  | Aleix Espargaró  | Ducati      | 5       | Caída     | 12       |      |
| Reporte Oficial |     |                  |             |         |           |          |      |

Notas:
- Pole Position :  Jorge Lorenzo, 1:42.046
- Vuelta Rápida :  Andrea Dovizioso, 1:43.154

### Resultados Moto2
| Pos.            | N.º | Piloto              | Constructor | Vueltas | Tiempo     | Parrilla | Pts. |
| --------------- | --- | ------------------- | ----------- | ------- | ---------- | -------- | ---- |
| 1               | 72  | Yuki Takahashi      | Tech 3      | 23      | 41:42.451  | 2        | 25   |
| 2               | 12  | Thomas Lüthi        | Moriwaki    | 23      | +5.037     | 3        | 20   |
| 3               | 60  | Julián Simón        | Suter       | 23      | +5.200     | 11       | 16   |
| 4               | 17  | Karel Abraham       | FTR         | 23      | +6.706     | 12       | 13   |
| 5               | 24  | Toni Elías          | Moriwaki    | 23      | +7.369     | 4        | 11   |
| 6               | 3   | Simone Corsi        | MotoBi      | 23      | +7.414     | 13       | 10   |
| 7               | 9   | Kenny Noyes         | Promoharris | 23      | +17.010    | 9        | 9    |
| 8               | 10  | Fonsi Nieto         | Moriwaki    | 23      | +20.555    | 17       | 8    |
| 9               | 8   | Anthony West        | MZ-RE Honda | 23      | +21.001    | 29       | 7    |
| 10              | 15  | Alex de Angelis     | Force GP210 | 23      | +21.369    | 30       | 6    |
| 11              | 2   | Gábor Talmácsi      | Speed Up    | 23      | +22.213    | 32       | 5    |
| 12              | 68  | Yonny Hernández     | BQR-Moto2   | 23      | +23.024    | 23       | 4    |
| 13              | 29  | Andrea Iannone      | Speed Up    | 23      | +25.297    | 1        | 3    |
| 14              | 16  | Jules Cluzel        | Suter       | 23      | +26.674    | 5        | 2    |
| 15              | 11  | Yusuke Teshima      | MotoBi      | 23      | +26.796    | 36       | 1    |
| 16              | 35  | Raffaele De Rosa    | Tech 3      | 23      | +27.441    | 22       |      |
| 17              | 41  | Arne Tode           | Suter       | 23      | +27.674    | 19       |      |
| 18              | 61  | Vladimir Ivanov     | Moriwaki    | 23      | +35.193    | 31       |      |
| 19              | 18  | Jordi Torres        | Promoharris | 23      | +37.424    | 25       |      |
| 20              | 53  | Valentin Debise     | ADV         | 23      | +41.504    | 39       |      |
| 21              | 5   | Joan Olivé          | Promoharris | 23      | +41.710    | 38       |      |
| 22              | 71  | Claudio Corti       | Suter       | 23      | +41.966    | 37       |      |
| 23              | 4   | Ricard Cardús       | Suter       | 23      | +49.224    | 27       |      |
| 24              | 19  | Xavier Siméon       | Moriwaki    | 23      | +1:03.470  | 34       |      |
| 25              | 40  | Sergio Gadea        | Pons Kalex  | 23      | +1:12.814  | 18       |      |
| 26              | 95  | Mashel Al Naimi     | BQR-Moto2   | 23      | +1:22.796  | 40       |      |
| Ret             | 31  | Carmelo Morales     | Pons Kalex  | 22      | Colisión   | 6        |      |
| Ret             | 76  | Bernat Martínez     | Bimota      | 20      | Retirado   | 35       |      |
| Ret             | 25  | Alex Baldolini      | I.C.P.      | 19      | Retirado   | 26       |      |
| Ret             | 45  | Scott Redding       | Suter       | 12      | Retirado   | 14       |      |
| Ret             | 14  | Ratthapark Wilairot | Bimota      | 9       | Caída      | 8        |      |
| Ret             | 7   | Dani Rivas          | Promoharris | 4       | Caída      | 28       |      |
| Ret             | 48  | Shoya Tomizawa      | Suter       | 4       | Mechanical | 7        |      |
| Ret             | 59  | Niccolò Canepa      | Force GP210 | 3       | Caída      | 33       |      |
| Ret             | 52  | Lukáš Pešek         | Moriwaki    | 3       | Retirado   | 24       |      |
| Ret             | 21  | Vladimir Leonov     | Suter       | 1       | Caída      | 41       |      |
| Ret             | 77  | Dominique Aegerter  | Suter       | 1       | Collison   | 16       |      |
| Ret             | 55  | Héctor Faubel       | Suter       | 1       | Colisión   | 15       |      |
| Ret             | 39  | Robertino Pietri    | Suter       | 0       | Colisión   | 42       |      |
| Ret             | 44  | Roberto Rolfo       | Suter       | 0       | Colisión   | 10       |      |
| Ret             | 6   | Alex Debón          | FTR         | 0       | Colisión   | 20       |      |
| Ret             | 63  | Mike Di Meglio      | Suter       | 0       | Colisión   | 21       |      |
| Reporte Oficial |     |                     |             |         |            |          |      |

Notas:
- Pole Position :  Andrea Iannone, 1:47.493
- Vuelta Rápida :  Andrea Iannone, 1:47.543

### Resultados 125cc
| Pos.            | N.º | Piloto               | Constructor | Vueltas | Tiempo       | Parrilla | Pts. |
| --------------- | --- | -------------------- | ----------- | ------- | ------------ | -------- | ---- |
| 1               | 93  | Marc Márquez         | Derbi       | 22      | 40:46.315    | 1        | 25   |
| 2               | 38  | Bradley Smith        | Aprilia     | 22      | +4.638       | 3        | 20   |
| 3               | 44  | Pol Espargaró        | Derbi       | 22      | +4.996       | 2        | 16   |
| 4               | 11  | Sandro Cortese       | Derbi       | 22      | +45.366      | 5        | 13   |
| 5               | 7   | Efrén Vázquez        | Derbi       | 22      | +45.433      | 8        | 11   |
| 6               | 71  | Tomoyoshi Koyama     | Aprilia     | 22      | +49.685      | 6        | 10   |
| 7               | 35  | Randy Krummenacher   | Aprilia     | 22      | +49.735      | 14       | 9    |
| 8               | 14  | Johann Zarco         | Aprilia     | 22      | +49.743      | 10       | 8    |
| 9               | 94  | Jonas Folger         | Aprilia     | 22      | +49.775      | 12       | 7    |
| 10              | 99  | Danny Webb           | Aprilia     | 22      | +53.115      | 16       | 6    |
| 11              | 26  | Adrián Martín        | Aprilia     | 22      | +58.669      | 19       | 5    |
| 12              | 15  | Simone Grotzkyj      | Aprilia     | 22      | +58.800      | 11       | 4    |
| 13              | 23  | Alberto Moncayo      | Aprilia     | 22      | +1:02.050    | 13       | 3    |
| 14              | 78  | Marcel Schrötter     | Honda       | 22      | +1:15.497    | 23       | 2    |
| 15              | 63  | Zulfahmi Khairuddin  | Aprilia     | 22      | +1:16.029    | 18       | 1    |
| 16              | 84  | Jakub Kornfeil       | Aprilia     | 22      | +1:26.441    | 28       |      |
| 17              | 69  | Louis Rossi          | Aprilia     | 22      | +1:33.613    | 24       |      |
| 18              | 87  | Luca Marconi         | Aprilia     | 22      | +1:36.186    | 25       |      |
| 19              | 58  | Joan Perelló         | Honda       | 22      | +1:36.223    | 26       |      |
| 20              | 60  | Michael van der Mark | Lambretta   | 22      | +1:36.340    | 27       |      |
| 21              | 59  | Johnny Rosell        | Honda       | 22      | +1:43.804    | 22       |      |
| 22              | 72  | Marco Ravaioli       | Lambretta   | 22      | +1:55.331    | 30       |      |
| 23              | 56  | Péter Sebestyén      | Aprilia     | 21      | +1 Vuelta    | 32       |      |
| Ret             | 40  | Nicolás Terol        | Aprilia     | 21      | Caída        | 4        |      |
| Ret             | 39  | Luis Salom           | Aprilia     | 14      | Retirado     | 15       |      |
| Ret             | 17  | Eduard López         | Aprilia     | 11      | Retirado     | 31       |      |
| Ret             | 55  | Isaac Viñales        | Aprilia     | 10      | Caída        | 21       |      |
| Ret             | 50  | Sturla Fagerhaug     | Aprilia     | 7       | Caída        | 17       |      |
| Ret             | 5   | Alexis Masbou        | Aprilia     | 5       | Caída        | 9        |      |
| Ret             | 12  | Esteve Rabat         | Aprilia     | 0       | Caída        | 7        |      |
| Ret             | 53  | Jasper Iwema         | Aprilia     | 0       | Caída        | 20       |      |
| DNS             | 32  | Lorenzo Savadori     | Aprilia     |         | No participó | 29       |      |
| Reporte Oficial |     |                      |             |         |              |          |      |

Notas:
- Pole Position :  Marc Márquez, 1:50.543
- Vuelta Rápida :  Pol Espargaró, 1:50.590